# Grâce-Berleur
Pour les articles homonymes, voir Grâce.
Grâce-Berleur (en wallon Gråce-Bierleu, localement prononcé Grâce-Bièrleû) est une section de la commune belge de Grâce-Hollogne située en Région wallonne dans la province de Liège.
C'était une commune à part entière avant la fusion des communes de 1970.

## Étymologie
1317 Gras, 1269 Grasce, 1245 Graus
Roche sableuse (ancien français grez).
1278 Berloir, 1280 Berloire
Aux (collectif -etum déformé en -eur) berles, ombellifères (celtique *berl, latin berula), ou au cresson (gaulois et bas latin berula, français berle),.

## Géographie
Grâce-Berleur est composé de trois villages, jadis distincts, mais aujourd’hui parfaitement homogénéisés : Grâce, le Berleur et le Boutte.
Grâce et le Berleur sont eux-mêmes divisés en quartiers, lieux-dits ou écarts :
- à Grâce : le Rhéna (vieux village), le Pérou, le Mâvis, le Vinâve, le vallon de Grâce (où se trouve le château de Hollogne) et le Flot ;
- au Berleur : le Petit-Berleur, le Badwa, le bois de Malette, la côte du Berleur, Toutes-Voies et le Vaniche.

## Démographie
- Sources : INS, Rem. : 1831 jusqu'en 1970 = recensements, 1976 = nombre d'habitants au 31 décembre.

## Histoire
La commune fut créée en 1846 lors du démembrement de la commune de Grâce-Montegnée.
C'est dans cette commune qu'eut lieu, en 1950, l'incident tragique qui hâta l'épilogue de la Question royale : la fusillade de Grâce-Berleur.
La localité vécut longtemps au rythme de l'activité du charbonnage du Bonnier, fermé en 1967.

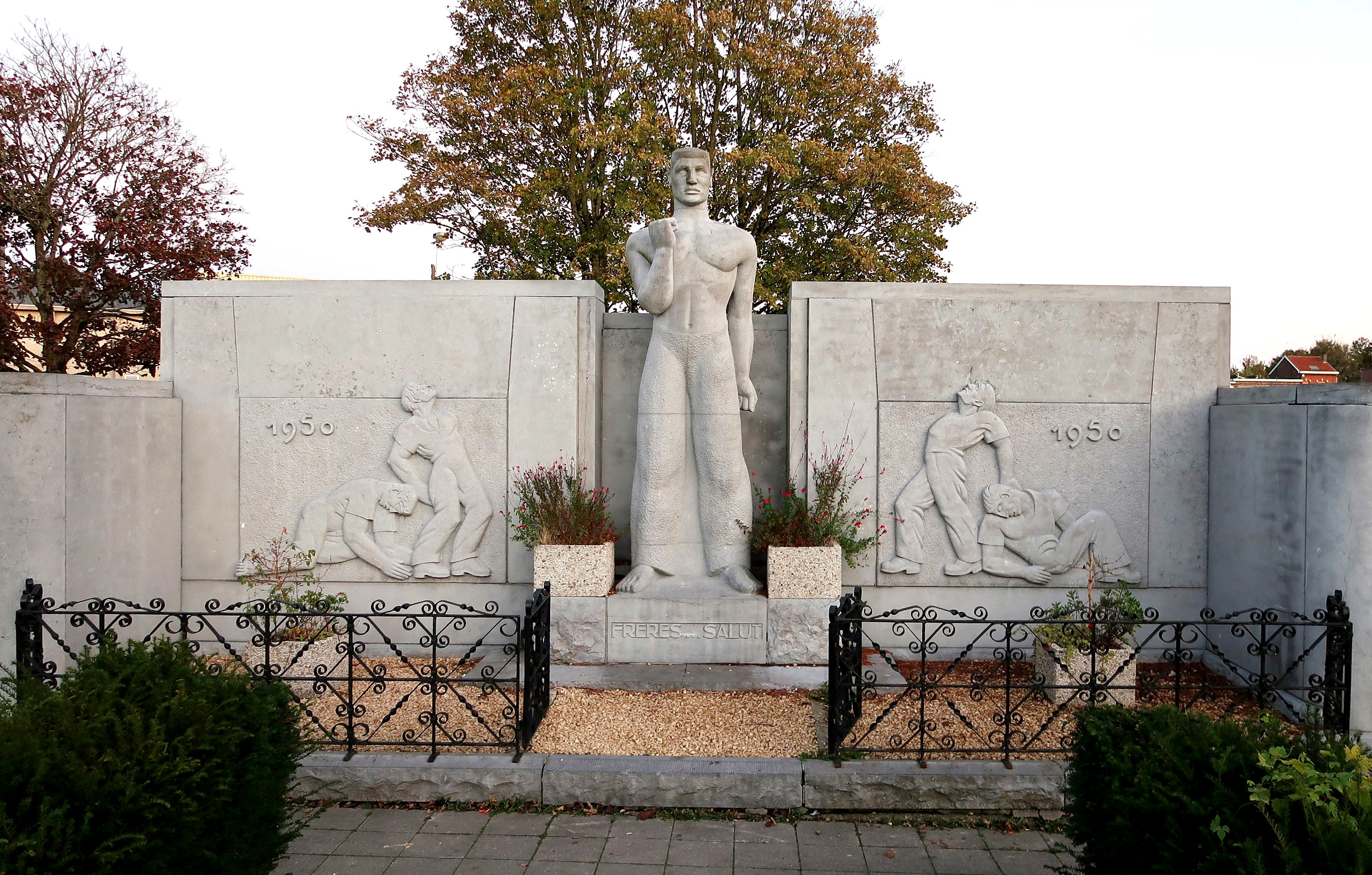
Monument aux morts de la Question Royale 1950
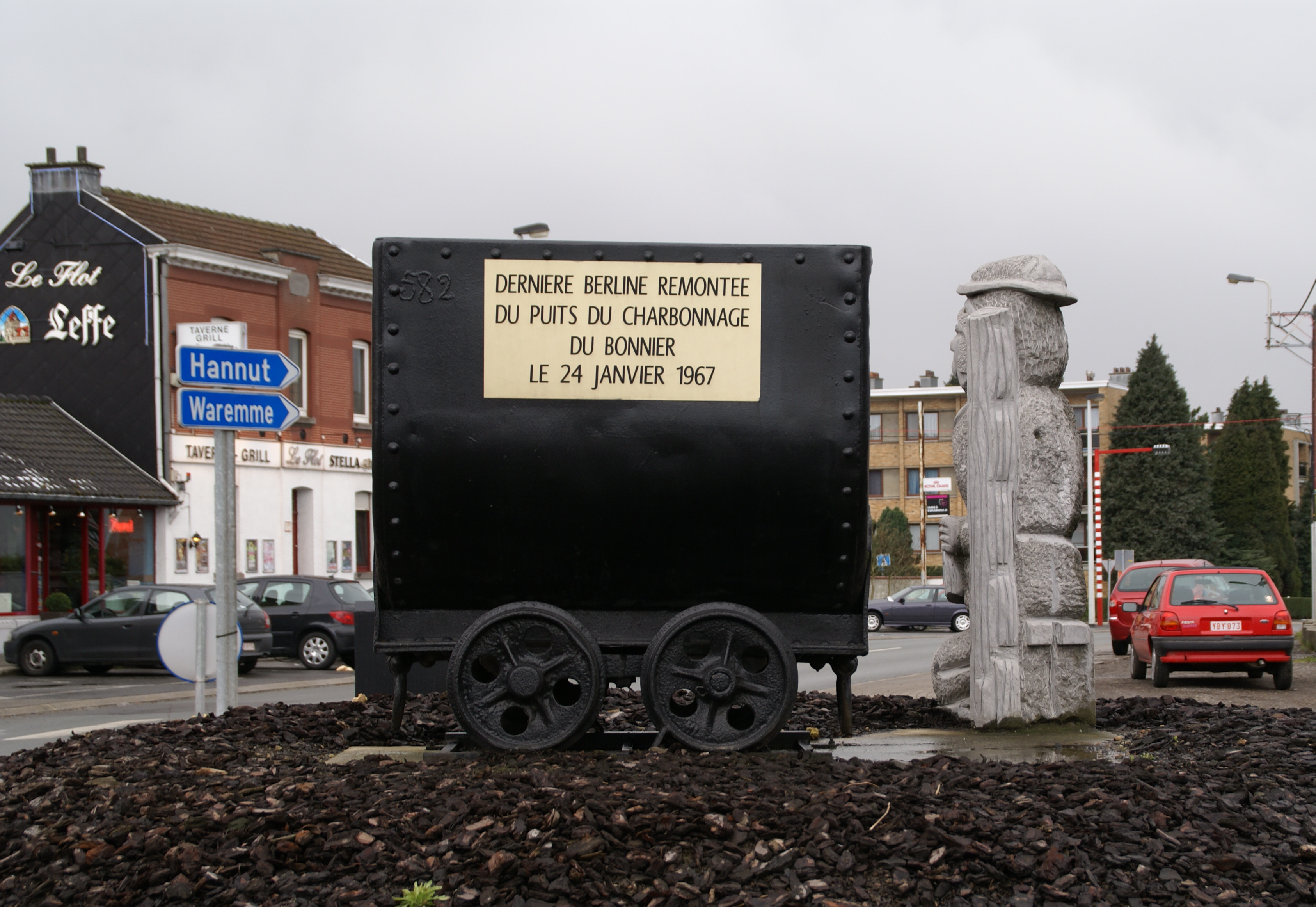
Dernière berline remontée du Charbonnage du Bonnier à Grâce-Berleur

## Liste des bourgmestres de Grâce-Berleur
- Jean-François Degive, 1847-1848 (précédemment bourgmestre de Grâce-Montegnée) - (décédé).
- Mathieu de Lexhy, 1848-1858 (une rue de la commune porte son nom).
- Jean Rausin, 1858-1867.
- Laurent Stasse, 1867-1879.
- Mathieu de Lexhy, 1879-1884 (2e fois).
- Jean Renson, 1885-1912 (précédemment bourgmestre de Montegnée).
- Eugène-Marie Sécretin, 1912-1921.
- Adrien Materne, 1921-1935 (décédé) - (une rue de la commune porte son nom).
- Joseph Leroy, 1935-1938.
- Jules Everts, 1938-1941 (destitué par l'occupant, mort à Dachau en 1942).
- Léon Engels, 1941-1942.
- Pas de bourgmestre entre 1942 et 1944 : Grâce-Berleur est rattachée au Grand-Liège dont le bourgmestre est Albert Dargent (fusillé à la Libération).
- Arthur Samson, 1944-1962 (blessé par les gendarmes lors des évènements de 1950) - (une rue de la commune porte son nom).
- Joseph Heusdens, 1962-1970 (décédé) - (une rue de la commune porte son nom).
- Gaston Paque, bourgmestre faisant fonction jusqu'au 31 décembre 1970, date de la disparition administrative de la commune de Grâce-Berleur (sénateur de 1971 à 1991, bourgmestre de Grâce-Hollogne de 1971 à 1976) - (fils de Simon Paque).

N.B. :
La liste socialiste, emmenée par Adrien Materne, obtient la majorité en 1907 mais le pouvoir de l'époque refuse de nommer des bourgmestres socialistes : Jean Renson est reconduit comme bourgmestre mais Materne préside le conseil communal ; après le retrait de Renson en 1912, Sécretin est nommé bourgmestre mais la "cohabitation" avec Materne perdure jusqu'en 1921. À partir de 1921, tous les bourgmestres de Grâce-Berleur seront socialistes.

## Personnalités liées à la commune
- Jean Vauthier, dramaturge français né en 1910 à Grâce-Berleur
- Joseph Gosset (1911-1972), footballeur très connu dans les années 1930 évoluant dans la grande équipe du RFC Montegnée.
- Simon Paque (1898-1977), résistant, député de Liège de 1949 à 1968, membre du Comité permanent du Congrès national wallon de 1950 à 1971, président de la fédération de Liège du Parti socialiste belge de 1959 à 1977. Voir l'article sur la fusillade de Grâce-Berleur. Une rue de la commune porte son nom.
- Gaston Paque (1925-2016), échevin à Grâce-Berleur dans les années 1960 et bourgmestre faisant fonction de Grâce-Berleur en 1970 (soit avant la fusion volontaire), bourgmestre de Grâce-Hollogne de 1971 à 1976, sénateur de 1971 à 1991. Fils de Simon Paque.
- Alain Van der Biest (1943-2002), bourgmestre de Grâce-Hollogne de 1977 à 1994, député de Liège de 1977 à 1995, ancien secrétaire national du Parti socialiste belge, ministre national des Pensions de 1988 à 1990, ministre wallon des Pouvoirs locaux et des Travaux subsidiés de 1990 à 1992.
- Sinibaldo Basile (1944-2013), instituteur de formation et historien local, auteur de nombreux ouvrages sur Grâce-Berleur. Une école de la commune porte son nom.